# Łukasz Liszek
Łukasz Liszek (ur. 7 marca 1981) – polski judoka.
Były zawodnik klubów: KS Błękitni Tarnów (1995-2001), KS AZS AWFiS Gdańsk (2002-2009). Brązowy medalista mistrzostw Polski seniorów 2003 w kategorii do 73 kg. Ponadto m.in. dwukrotny brązowy medalista młodzieżowych mistrzostw Polski (2001, 2003).